# Suplika torczyńska
Suplika torczyńska (także Projekt konfederacji chłopskiej, Projekt znaleziony w Torczynie w r. 1767 po jarmarku św. Trójcy) – manifest (suplika) występujący w imieniu ludności chłopskiej, w języku polskim i ukraińskim, zapewne z 1767 roku. Rozpowszechniony najpierw w okolicy Torczyna na Wołyniu wśród chłopów, później na terenach województw: lubelskiego, ruskiego i wołyńskiego. Dokument domagał się m.in. zmniejszenia wymiarów pańszczyzny, gwarancji serwitutów leśnych, ograniczenia podwód i stróży, nadania chłopom prawa do ziemi („jakże może być dobry poddany, gruntu dziedzicznego nie mając?"), ponadto dopuszczenia ich przedstawicieli do obrad publicznych powołując się na przykłady innych państw jak Szwajcaria czy Szwecja. Analizując herby dowodził, że świadczą one o ludowym pochodzeniu szlachty, która tym samym nie powinna wywyższać się nad lud.
Autor supliki jest anonimowy, a jego osoba pozostaje źródłem licznych spekulacji wśród historyków; niektórzy rozważali czy był nim znany magnat lub polityk. Suplika ma charakter pisma przedsejmowego, adresowanego w rzeczywistości nie do chłopów, ale do szlachty i króla.
Najwcześniejsza drukowana informacja o konfederacji chłopskiej zamieszczona została w przypisywanej kanonikowi Piotrowi Joubert (autorstwo sporne) w napisanej po francusku Historii rewolucji w Polsce od śmierci Augusta III do dni obecnych.
Odkrywca manifestu, Jan Tadeusz Lubomirski, widział w nim „streszczenie wszystkich suplik wieku XVIII".
W książce opublikowanej w 1873 r. Józef Ignacy Kraszewski uważał suplikę za „pokątny owoc [pracy] jakiegoś zapewne księdza pochodzącego z włościan i ujmującego się za nich".
Tadeusz Korzon w pracy z 1882 r. widział w suplice „curiosum, próbkę dumań jakiegoś na wpół wykształconego plebejusza, posługacza szkoły albo skrybenta przy szlachcicu" Na pytanie "Kto jest jego autorem?" odpowiadał "Trudno się domyśleć nietylko nazwiska, ale nawet stanu i stanowiska społecznego. Nie pisało go z pewnością „poddaństwo koronne skonfederowane", bo o żadnej takiej konfederacyi nie wspominają dzieje spółczesne. Wprowadzenie wyrazu „skonfederowane", argumentowanie przez przykłady historyczne, wzmianka o dysydentach — wszystko to zdaje się wskazywać, że autorem jest szlachcic, a znów żądanie używalności lasu i pastwisk zdradza logikę chłopa. Obok śladów oczytania i poniekąd uczoności uderza niedokładność w określaniu pojęć prawnych, jak np. zupełna własność gruntów kmiecych, a zarazem obowiązek obsadzenia swego miejsca odpowiednio zamożnym gospodarzem w razie wyjścia ze wsi (art. 1 i 5); oczywiście autor myśli tylko o nierugowalności kmiecia z posiadanego gruntu, nie zaś o uwłaszczeniu jego i zniesieniu wszelkich węzłów poddaństwa.".
Walery Przyborowski wątpił w autentyczność Supliki, w razie pochodzenia z 1767 miała być ona dziełem „erudyty szlachcica pobrzękującego w kieszeni rublami". 
Władysław Smoleński w pracy Szlachta w świetle opinii XVIII wieku odrzucał wprawdzie autorstwo chłopskie („Oczywiście, że nie pisali projektu chłopi; niepodobna nawet przypuszczać podobnej wybujałości pragnień kmieci ówczesnych"), uznał jednak suplikę za „znaczący objaw fermentu umysłowego". Później doszedł do wniosku, iż „suplika tarczyńska była po prostu skomponowaną przez stronnictwo ultrakatolickie satyrą na dysydentów bez żadnej myśli propagowania reformy stosunków włościańskich".
Z wywodami tymi polemizowali Aleksander Świętochowski („zaiste podziwiać potrzeba naiwność autora czy autorów, którzy w tej «satyrze» tak głęboko ukryli swój złośliwy zamiar, że zamiast «szykany» wyszedł spod ich pióra najprawdziwszy akt oskarżenia") i Aleksy Gilewicz którego twierdzenia traktujące Suplikę jako manifest rewolucyjnej organizacji należy uznać za zbyt daleko idące.
Władysław Konopczyński polemizując z Gilewiczem sugerował, że autorem Supliki był „jakiś inteligent-humanitarysta, mający pewne stosunki we Włoszech i w Szwajcarii".
Jerzy Michalski początkowo przypuszczał, że „autor był prawdopodobnie pochodzenia chłopskiego”, później określał Suplikę jako „rzekome żądania chłopów”.
Emanuel Rostworowski wątpił, by autor był szlachcicem lub księdzem; uważał on, że autorem był jeden z nielicznych chłopów, którzy uzyskali wyższe wykształcenie. Jako najbardziej prawdopodobny domysł pozostaje więc hipoteza Korzona o „próbce dumań jakiegoś na wpół wykształconego plebejusza", z tą korekturą, że ów plebejusz odznacza się wykształceniem wcale szerokim, na pewno nie mniejszym niż większość szlacheckich wychowanków konwiktów. Być może kształcił się w Akademii Krakowskiej lub w którejś z kolonii akademickich: bowiem te uczelnie w czasach saskich były w ogromnej większości zapełnione plebejskimi synami. Można przypuszczać, że swą wiedzę szkolną poszerzał drogą samouctwa i stąd — w sposób charakterystyczny dla samouków — gdzie mógł, popisywał się swoją uczonością. Autor supliki działał może w porozumieniu z jakąś nieliczną grupą ludzi, może z jakąś starszyzną wiejską prawującą się w sądzie referendarskim, której w innych okolicznościach mógł służyć swym piórem. Jest rzeczą zasługującą na uwagę, że manifest zaczyna się w ten sposób, jakby był pisany jedynie w imieniu chłopów z królewszczyzn: „My, obywatele koronni, a mianowicie starostw, dzierżaw, wójtostw i sołtystw w tej Rzeczypospolitej w tak znacznej liczbie osiedli". W dalszym toku suplika przybiera charakter pisma przemawiającego w imieniu wszystkich kategorii chłopskich. Manifest zapowiada, że „rada sekretna" wyznaczy porę i miejsce zbrojnego zjazdu skonfederowanych chłopów, „a która by wieś lub siedlisko uchylała się od tej akcyi, ci najpierwsi doznają naszej surowości". Nie sposób odgadnąć, czy „rada sekretna" jest jedynie fikcją, mającą uczynić wrażenie na szlacheckich adresatach supliki, czy też istniał jakiś zalążek organizacji tak jednak nikły, że żaden ślad o nim się nie dochował..
Suplika doczekała się ówcześnie przynajmniej czterech polemik krążących, podobnie jak ona, w kopiach rękopiśmiennych:
- Respons na konfederacyją chłopską,
- Punkta przeciw projektowi gminnej, to jest chłopskiej konfederacyi na ruinę dwóch stanów, senatorskiego i szlacheckiego od filuta filutów wymyślonemu, świeżo rozrzuconemu przed sejmem po Warszawie w roku 1767,
- Na punkta konfederacyi od ludzi wieśniackiej kondycyi wyrażone, na jarmarku w Tarczynie podrzuconej, refleksyja w Osieku podczas targu,
- Początki dające okazyją do utrzymania dysydentów i innych projektów sekretnych 1767.

Obawa przed rozruchami wpłynąć musiała na prace Sejmu. Uchwalone wkrótce Prawa kardynalne w art. XIX zakazywały dziedzicom karania śmiercią poddanych, w art. XX zaostrzały odpowiedzialność szlachty za zabójstwo plebejusza. Dalej idące plany reform socjalnych zgłaszane przez część posłów zatamował carski ambasador Nikołaj Repnin.